# Ялинс, Кью
Кью Раффик Яли́нс (нидерл. Kew Raffique Jaliens, нидерландское произношение [ˈkju jɐ.ˈlins]; род. 15 сентября 1978[…], Роттердам, Южная Голландия) — нидерландский футболист, защитник. Провёл 10 матчей за сборную Нидерландов. Имеет суринамские корни.

## Карьера

### Клубная
Ялинс начинал профессиональную карьеру в «Спарте» из его родного Роттердама, дебютировав в составе клуба в сезоне 1996/97, в возрасте 18-ти лет. Вскоре Ялинс стал твёрдым игроком основы, сыграв в двух следующих сезонах 64 матча.
В 1999 году Кью перешёл в «Виллем II». В «Виллеме» Ялинс смог окончательно раскрыться, и стать одним из ключевых защитников клуба, проведя за 5 сезонов 147 матчей и забил 4 мяча. В 2000 году Ялинс, и его одноклубник Матийсен, перешли в «АЗ Алкмаар», которым в то время руководил Ко Адриаансе, тренировавший ранее «Виллем» и хорошо помнивший обоих игроков. Именно Ялинс с Матийсеном, а также примкнувший к ним Тим де Клер составляли оборону «АЗ» в период с 2004 по 2006 год, когда клуб из Алкмаара становился серебряным и бронзовым призёром Чемпионата Нидерландов. Из этой тройки в «АЗ» остался только Кью, проводящий в клубе 5-й сезон. В 2009 году Ялинс продлил контракт с «АЗ Алкммаром» до 2012 года.
В сезоне 2008/09 выиграл золото нидерландского чемпионата в составе «АЗ», а чуть позже стал обладателем Суперкубка Нидерландов.
26 января 2011 года игрок подписал контракт с польским клубом «Висла» (Краков) сроком на 2,5 года и уже в дебютном сезоне стал чемпионом Польши.
15 августа 2013 года перешёл в клуб А-Лиги «Ньюкасл Юнайтед Джетс».

### Сборная
Ялинс дебютировал за сборную Нидерландов 1 марта 2006 года, в матче против Эквадора. В том же 2006, после успехов его клуба, Ялинс был вызван ван Бастеном на Чемпионат мира 2006, где сыграл в матче против Аргентины. В 2008 году Ялинс сыграл 3 матча за  Олимпийскую сборную Нидерландов на Пекинской Олимпиаде.

## Статистика

### Матчи Ялинса за сборную Нидерландов
| Матчи Ялинса за сборную Нидерландов | Матчи Ялинса за сборную Нидерландов | Матчи Ялинса за сборную Нидерландов | Матчи Ялинса за сборную Нидерландов | Матчи Ялинса за сборную Нидерландов | Матчи Ялинса за сборную Нидерландов |
| ----------------------------------- | ----------------------------------- | ----------------------------------- | ----------------------------------- | ----------------------------------- | ----------------------------------- |
| №                                   | Дата                                | Оппонент                            | Счёт                                | Голы Ялинса                         | Соревнование                        |
| 1                                   | 1 марта 2006                        | Эквадор                             | 1:0                                 | —                                   | Товарищеский матч                   |
| 2                                   | 21 июня 2006                        | Аргентина                           | 0:0                                 | —                                   | Чемпионат мира 2006                 |
| 3                                   | 16 августа 2006                     | Ирландия                            | 4:0                                 | —                                   | Товарищеский матч                   |
| 4                                   | 15 ноября 2006                      | Англия                              | 1:1                                 | —                                   | Товарищеский матч                   |
| 5                                   | 7 февраля 2007                      | Россия                              | 4:1                                 | —                                   | Товарищеский матч                   |
| 6                                   | 24 марта 2007                       | Румыния                             | 0:0                                 | —                                   | Чемпионат Европы 2008 (отбор)       |
| 7                                   | 6 июня 2007                         | Таиланд                             | 3:1                                 | —                                   | Товарищеский матч                   |
| 8                                   | 22 августа 2007                     | Швейцария                           | 1:2                                 | —                                   | Товарищеский матч                   |
| 9                                   | 13 октября 2007                     | Румыния                             | 0:1                                 | —                                   | Чемпионат Европы 2008 (отбор)       |
| 10                                  | 17 октября 2007                     | Словения                            | 2:0                                 | —                                   | Чемпионат Европы 2008 (отбор)       |

Итого: 10 матчей / 0 голов; 5 побед, 3 ничьи, 2 поражения.

## Достижения
АЗ
- Чемпион Нидерландов: 2009
- Обладатель Суперкубка Нидерландов: 2009

Висла
- Чемпион Польши: 2011